# Карсак Катерина Євгенівна
Катери́на Євге́нівна Карса́к (* 1985) — українська метальниця диска, майстер спорту України міжнародного класу (2006).

## З життєпису
Народилася 1985 року в місті Одеса. Дочка Євгена й Валентини Карсаків. Вихованка Євгена Карсака. 
Виступає за спортивне товариство «Динамо» (Одеса, від 2000-го).
Учасниця Чемпіонату світу з легкої атлетики серед юніорів 2004.
Бронзова призерка Чемпіонату Європи з легкої атлетики серед юніорів 2005.
Посіла четверте місце на Чемпіонаті Європи з легкої атлетики 2006 року в Гетеборзі - 62,45 м. 
Чемпіонка Чемпіонату Європи з легкої атлетики серед юніорів 2007 (Дебрецен). 
2009 року закінчила Одеську академію будівництва та архітектури. 
Бронзова призерка чемпіонату Європи-2010 (Лейрія),
Бронзова призерка командного чемпіонату Європи (Стокгольм, 2011), 
Бронзова призерка Всесвітньої універсіади-2009. 
Учасниця 29-х  та 30-х Олімпійських ігор. 
Багаторазова чемпіонка України.

## Досягнення
| Рік     | Змагання                        | Місто                   | Місце    | Примітки |
| Україна | Україна                         | Україна                 | Україна  | Україна  |
| ------- | ------------------------------- | ----------------------- | -------- | -------- |
| 2004    | Чемпіонату світу серед юніорів  | Гроссето, Італія        | 30-е (q) | 39.29 м  |
| 2005    | Чемпіонату Європи серед юніорів | Ерфурт, Німеччина       | 3-є      | 56.81 м  |
| 2006    | Чемпіонат Європи                | Гетеборг, Швеція        | 4-е      | 62.45 м  |
| 2007    | Чемпіонату Європи серед юніорів | Дебрецен, Угорщина      | 1-е      | 64.40 м  |
| 2007    | Чемпіонат світу                 | Осака, Японія           | 16-е (q) | 59.46 м  |
| 2008    | Олімпійські ігри                | Пекін, Китай            | 21-е (q) | 58.61 м  |
| 2009    | Універсіада                     | Белград, Сербія         | 3-е      | 60.47 м  |
| 2009    | Чемпіонат світу                 | Берлін, Німеччина       | 27-е (q) | 56.79 м  |
| 2010    | Чемпіонату Європи               | Барселона, Іспанія      | 15-е (q) | 55.41 м  |
| 2011    | Чемпіонат світу                 | Тегу, Південна Корея    | 20-е (q) | 58.27 м  |
| 2012    | Олімпійські ігри                | Лондон, Велика Британія | 28-е (q) | 58.64 м  |